# (21075) Heussinger
(21075) Heussinger est un astéroïde de la ceinture principale.

## Description
(21075) Heussinger est un astéroïde de la ceinture principale. Il fut découvert le 12 septembre 1991 à Tautenburg par Lutz Dieter Schmadel et Freimut Börngen. Il présente une orbite caractérisée par un demi-grand axe de 2,42 UA, une excentricité de 0,18 et une inclinaison de 2,2° par rapport à l'écliptique.

## Compléments